# Papa was a poor man
Papa was a poor man is de derde single van Jack de Nijs alias Jack Jersey, die in 1974 de hitparades van Nederland en België besteeg. Het is afkomstig van zijn album In the still of the night. Opnieuw is het een lied in de stijl van Elvis Presley, ditmaal in een snel tempo. Deze single en haar voorgangers leidden ertoe dat Jack de Nijs een album/elpee live-opname in een van the Nashville studio's mocht opnemen met The Jordanaires, de musici rondom Elvis. Het nummer inspireerde Fred van der Steen van Steen & Been om de muziek in te gaan.
De B-kant was Mary.

## Musici
Saxofonist was André Moss, die meerdere solo hits scoorde (geschreven en geproduceerd door Jack de Nijs). Anderen waren Jacques Verburgt (gitaar), Jack Jackson (basgitaar) en Adrie Voorheyen (drums).

## Lijsten
Na In the still of the night was deze single in 1974 opnieuw een tophit voor Jack de Nijs. De live-versie uit 1982 die hij in Indonesië opnam bereikte alleen de Tipparade van Veronica.

### Nederlandse Top 40
| Hitnotering: week 28/1974 t/m 38/1974 | Hitnotering: week 28/1974 t/m 38/1974 | Hitnotering: week 28/1974 t/m 38/1974 | Hitnotering: week 28/1974 t/m 38/1974 | Hitnotering: week 28/1974 t/m 38/1974 | Hitnotering: week 28/1974 t/m 38/1974 | Hitnotering: week 28/1974 t/m 38/1974 | Hitnotering: week 28/1974 t/m 38/1974 | Hitnotering: week 28/1974 t/m 38/1974 | Hitnotering: week 28/1974 t/m 38/1974 | Hitnotering: week 28/1974 t/m 38/1974 | Hitnotering: week 28/1974 t/m 38/1974 | Hitnotering: week 28/1974 t/m 38/1974 |
| Week:                                 | 1                                     | 2                                     | 3                                     | 4                                     | 5                                     | 6                                     | 7                                     | 8                                     | 9                                     | 10                                    | 11                                    |                                       |
| ------------------------------------- | ------------------------------------- | ------------------------------------- | ------------------------------------- | ------------------------------------- | ------------------------------------- | ------------------------------------- | ------------------------------------- | ------------------------------------- | ------------------------------------- | ------------------------------------- | ------------------------------------- | ------------------------------------- |
| Positie:                              | 28                                    | 17                                    | 12                                    | 9                                     | 6                                     | 5                                     | 6                                     | 6                                     | 12                                    | 15                                    | 24                                    | uit                                   |

### NederlandseSingle Top 100
| Hitnotering: 06-07-1974 t/m 27-09-1974 | Hitnotering: 06-07-1974 t/m 27-09-1974 | Hitnotering: 06-07-1974 t/m 27-09-1974 | Hitnotering: 06-07-1974 t/m 27-09-1974 | Hitnotering: 06-07-1974 t/m 27-09-1974 | Hitnotering: 06-07-1974 t/m 27-09-1974 | Hitnotering: 06-07-1974 t/m 27-09-1974 | Hitnotering: 06-07-1974 t/m 27-09-1974 | Hitnotering: 06-07-1974 t/m 27-09-1974 | Hitnotering: 06-07-1974 t/m 27-09-1974 | Hitnotering: 06-07-1974 t/m 27-09-1974 | Hitnotering: 06-07-1974 t/m 27-09-1974 | Hitnotering: 06-07-1974 t/m 27-09-1974 | Hitnotering: 06-07-1974 t/m 27-09-1974 | Hitnotering: 06-07-1974 t/m 27-09-1974 |
| Week:                                  | 1                                      | 2                                      | 3                                      | 4                                      | 5                                      | 6                                      | 7                                      | 8                                      | 9                                      | 10                                     | 11                                     | 12                                     |                                        |                                        |
| -------------------------------------- | -------------------------------------- | -------------------------------------- | -------------------------------------- | -------------------------------------- | -------------------------------------- | -------------------------------------- | -------------------------------------- | -------------------------------------- | -------------------------------------- | -------------------------------------- | -------------------------------------- | -------------------------------------- | -------------------------------------- | -------------------------------------- |
| Positie:                               | 28                                     | 26                                     | 17                                     | 13                                     | 9                                      | 7                                      | 5                                      | 6                                      | 7                                      | 12                                     | 19                                     | 28                                     | uit                                    |                                        |

In 1982 stond het nummer vanaf 10-07-1982 nog 1 week op plaats 45.

### BRT Top 30
| Hitnotering: 27-07-1974 t/m 18-10-1974 | Hitnotering: 27-07-1974 t/m 18-10-1974 | Hitnotering: 27-07-1974 t/m 18-10-1974 | Hitnotering: 27-07-1974 t/m 18-10-1974 | Hitnotering: 27-07-1974 t/m 18-10-1974 | Hitnotering: 27-07-1974 t/m 18-10-1974 | Hitnotering: 27-07-1974 t/m 18-10-1974 | Hitnotering: 27-07-1974 t/m 18-10-1974 | Hitnotering: 27-07-1974 t/m 18-10-1974 | Hitnotering: 27-07-1974 t/m 18-10-1974 | Hitnotering: 27-07-1974 t/m 18-10-1974 | Hitnotering: 27-07-1974 t/m 18-10-1974 | Hitnotering: 27-07-1974 t/m 18-10-1974 | Hitnotering: 27-07-1974 t/m 18-10-1974 |
| Week:                                  | 1                                      | 2                                      | 3                                      | 4                                      | 5                                      | 6                                      | 7                                      | 8                                      | 9                                      | 10                                     | 11                                     | 12                                     |                                        |
| -------------------------------------- | -------------------------------------- | -------------------------------------- | -------------------------------------- | -------------------------------------- | -------------------------------------- | -------------------------------------- | -------------------------------------- | -------------------------------------- | -------------------------------------- | -------------------------------------- | -------------------------------------- | -------------------------------------- | -------------------------------------- |
| Positie:                               | 27                                     | 5                                      | 4                                      | 7                                      | 6                                      | 4                                      | 5                                      | 3                                      | 6                                      | 12                                     | 16                                     | 22                                     | uit                                    |

### NPO Radio 2 Top 2000
Papa was a poor man stond alleen in 1999 in de NPO Radio 2 Top 2000, op plek 1951.